# 樂高
，是一家丹麦的玩具公司，亦指該公司出品的積木玩具，由五彩的塑膠积木、齿轮、迷你人型和各种不同其他零件，可组成各种模型物件。樂高作品可以透過多種方式組裝和連線，以建造物體，包括車輛、建築物和工作機器人。 任何構造的東西都可以再次拆開，這些零件可以重複使用來製作新東西。

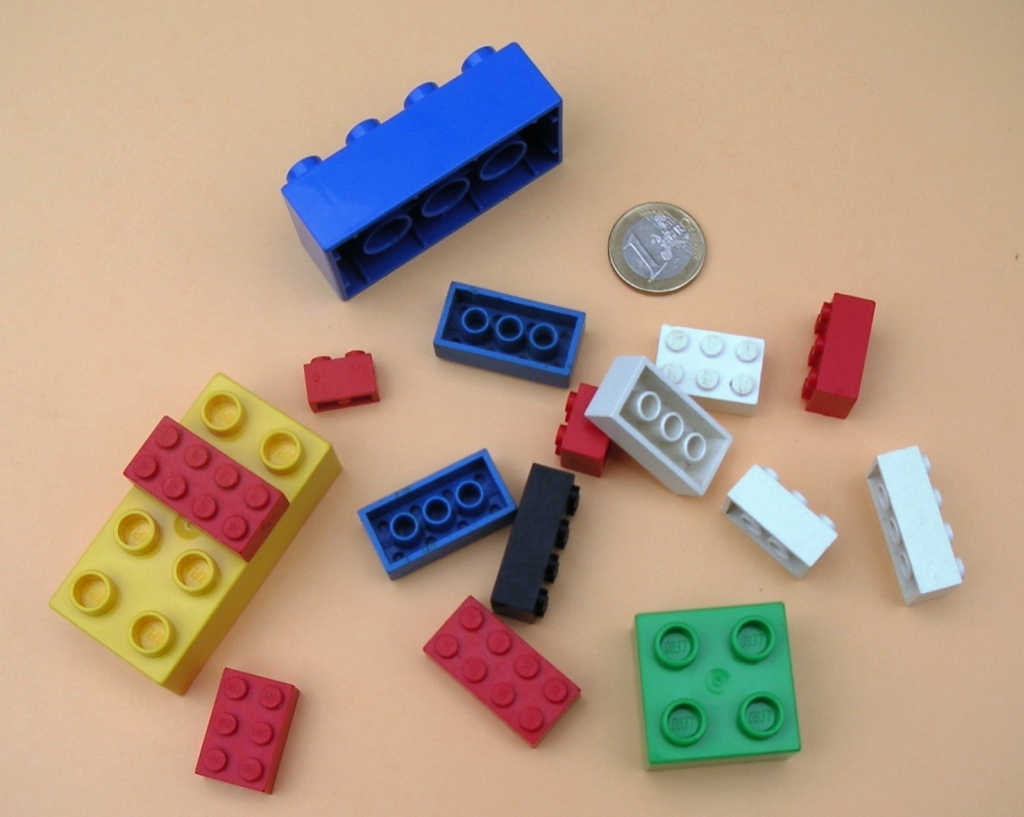
不同大小的乐高積木与一枚1歐元硬幣比较

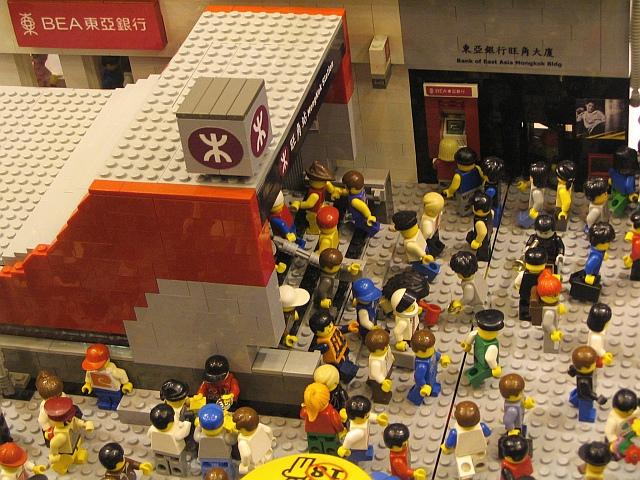
香港最繁忙港鐵车站之一——旺角站的E2出口

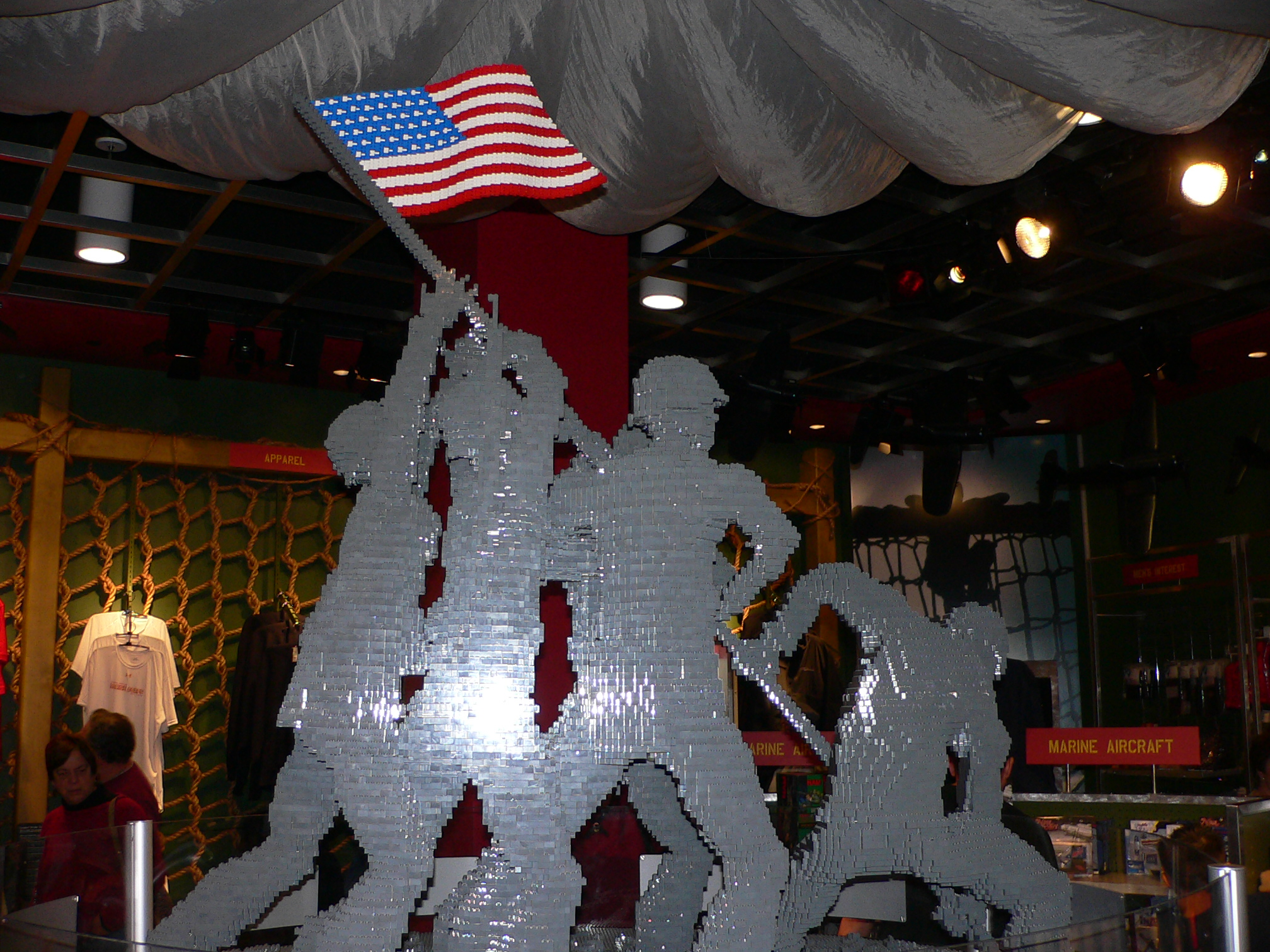
美國海軍陸戰隊博物館的樂高模型——美軍士兵在硫磺島豎起國旗

该公司与多个娱乐公司有合作，如迪士尼、华纳兄弟探索。例如在哈利波特和星際大戰等电影在美国上映前后，乐高就会推出相应主题玩具。截至2015年7月，樂高已生產 6000 億個零件。2015年2月，樂高取代法拉利成為品牌金融（Brand Finance）所評選的「世界上最強大的品牌」。如果將樂高每年生產的輪胎零件也算作輪胎，那麼樂高將成為世界上生產最多輪胎的公司。

## 歷史
樂高集團始於奥勒·基克·克里斯蒂安森（1891-1958）的工作坊，克里斯蒂安森是位來自丹麥比隆的木匠，於1932年開始製作木製玩具。1934年，他的公司取名為「樂高」，源自丹麥短語，意味著「玩得好」。1947年，樂高開始往生產塑膠玩具方面拓展。奥勒·基克·克里斯蒂安森和兒子得到一些英國公司Kiddicraft製作的膠製積木，這些積木是由兒童心理學家希拉里·佩奇設計和擁有專利的。1949年，他們開始生產類似的玩具，獨特之處就是它們能緊密的扣在一起。
乐高积木按照单位元件由大到小可分为四个系列：baby，quatro，得寶和标准樂高，后者的大小是前者的一半（能夠互相砌疊），分别对应于1-18个月，2-3岁，2-6岁和4岁以上的四个年龄段的儿童。
樂高積木設計精美且富變化性，色彩多變。和其他積木玩具不同的地方在于乐高擁有廣大的成年玩家，大多為自兒童時期就受到樂高積木的吸引，樂高積木在全球125個國家擁有市場，推估有3億孩童曾經是他們的顧客。
在許多產業都移往中國生產以降低成本的今日，樂高公司的大部分產品依然維持在丹麥生產製造，以確保良好品質。但也有部分特殊產品，如含馬達的Technic系列已經移往中國製造了。
2013年5月，1：1比例模型版本的X翼戰機於紐約展示，締造有史以來最大的模型紀錄，耗費逾500萬個零件。其他紀錄包含一座高達112英尺（34米）的塔和一條長4公里（2.5英里）的鐵路。
2015年2月，樂高取代法拉利成為品牌金融（Brand Finance）所評選的「世界上最強大的品牌」。
美國太空總署「朱諾號」的探測器將前往木星，這架探測器上載著3隻4公分高的樂高公仔，分別是被稱為「現代科學之父」的伽利略（Galileo Galilei）、羅馬神話中的朱庇特（Jupiter），以及他的妻子朱諾（Juno）。

## 富有故事性的系列
初期的樂高積木是沒有強烈的故事，主要是希望玩家自己去創造。但由於1999年，樂高推出星際大戰後，發覺含有濃厚故事性的系列可能有更大的潛力，於是在1999年推出岩石探險。雖然這個系列效果不太理想，但次年推出含有故事性的生化戰士則甚為成功，於是樂高積木就有愈來愈多有故事的系列。最近（2006年）較受關注富有故事性的系列是特殊部隊和樂高小城。

## Mindstorms系列
樂高公司和麻省理工學院最早在1988年開始合作研發「智慧型可程式化積木」，1998年正式在紐倫堡、倫敦和紐約玩具展中推出Mindstorms和Robotics Invention System產品，並分別在1998、1999、2000年推出Robotics Invention System 1.0、1.5、2.0版本，現今Robotics Invention System通常被稱為RCX。
樂高公司於2006年正式推出Mindstorms NXT，其也是嵌入式系統之一。
樂高公司於2013年正式推出樂高Mindstorms EV3。

## 玩具·藝術品
「乐高多創意，件件考心思」是早年乐高的宣傳口號。乐高積木表面看來平平無奇，但只要稍花心思便可以創出不同東西。乐高迷乐高公司都不斷實踐這句說話的意思，對乐高貫注大量創意，令這件在過去一直被視為小孩子專利的玩具演變成藝術品。
如果你有六塊2*4的長方體樂高積木，這六塊積木可以砌出102,981,500多款組合。這個數字還僅僅是限制於垂直、水平的基本組合方式、不考慮斜向等特殊組構法的結果。

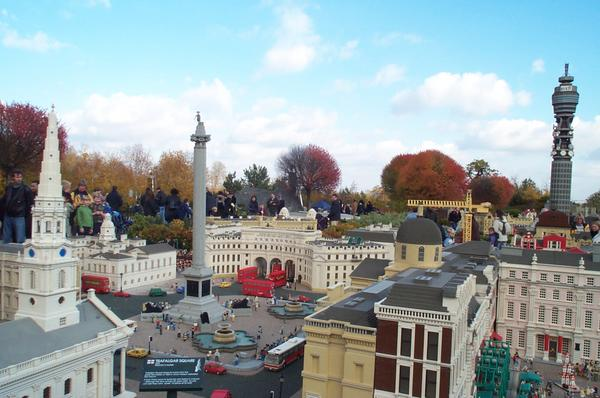
英國特拉法加廣場
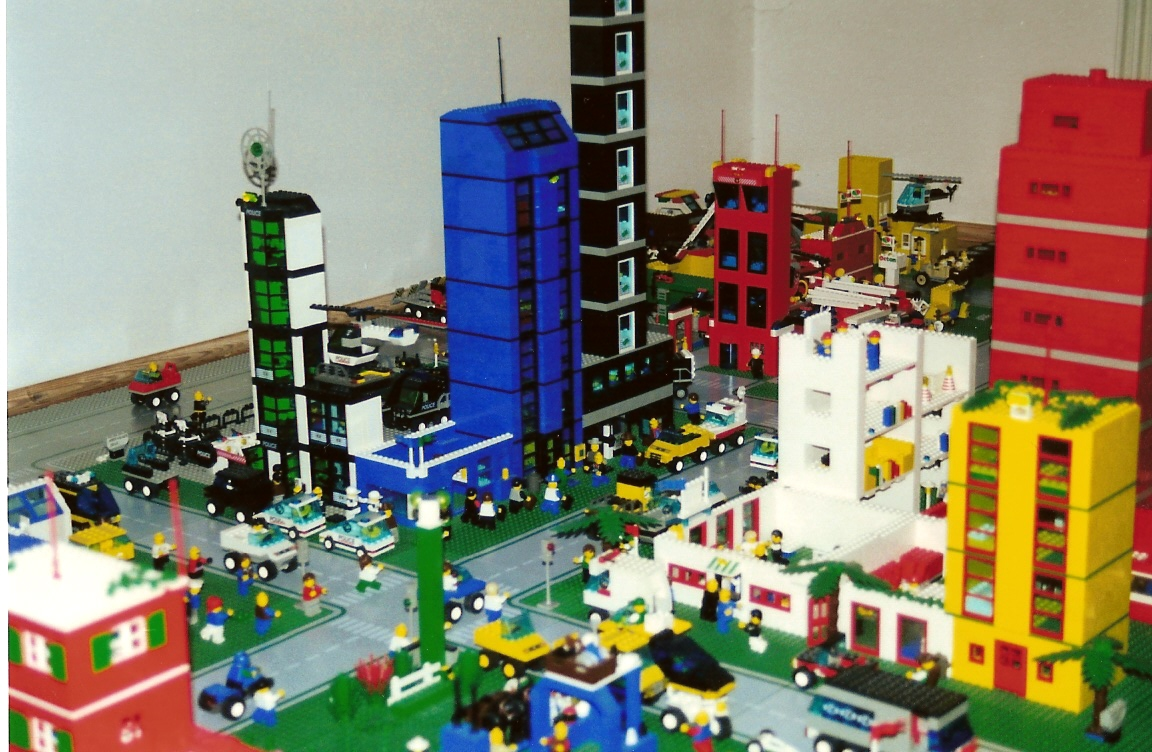
樂高城
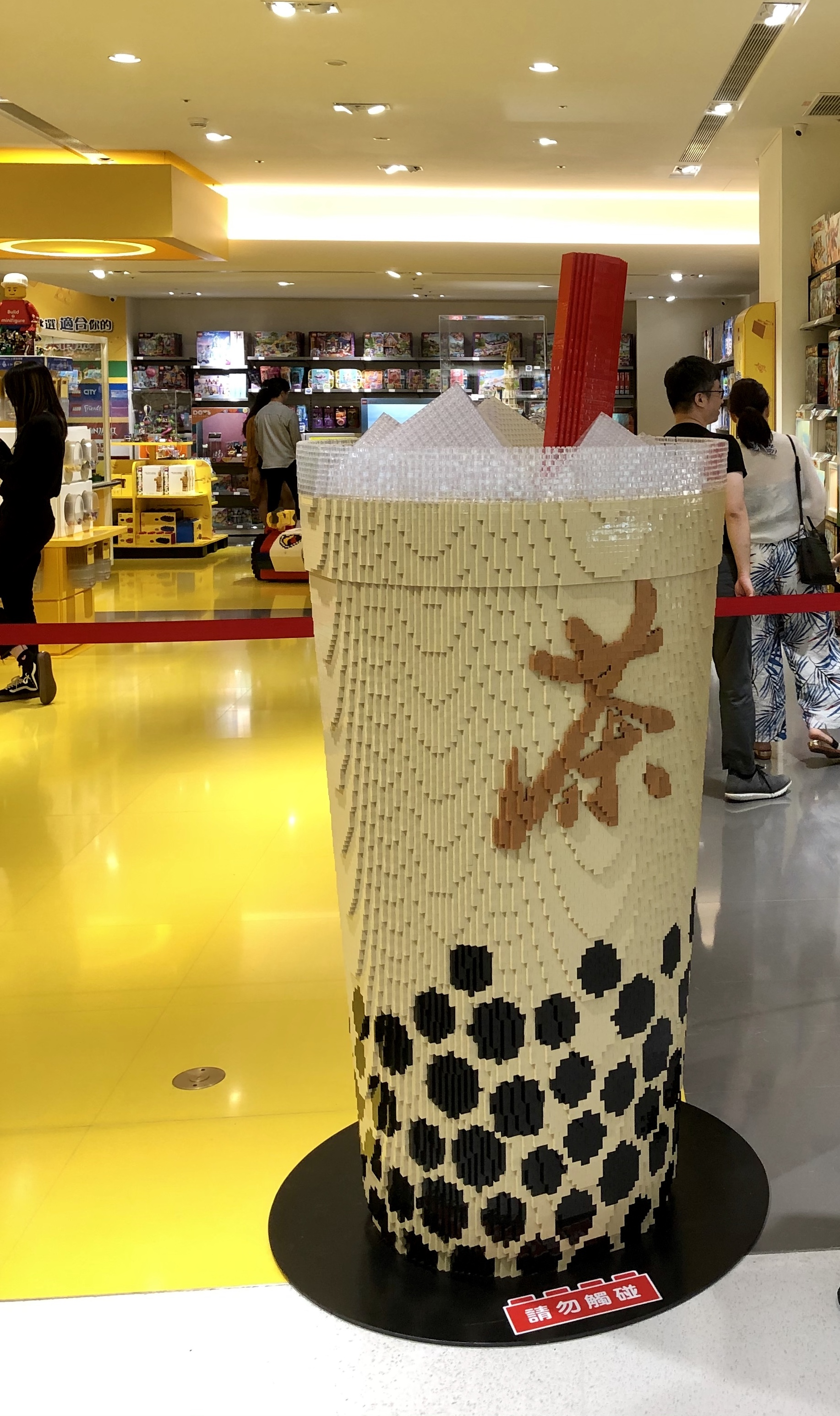
台灣珍珠奶茶
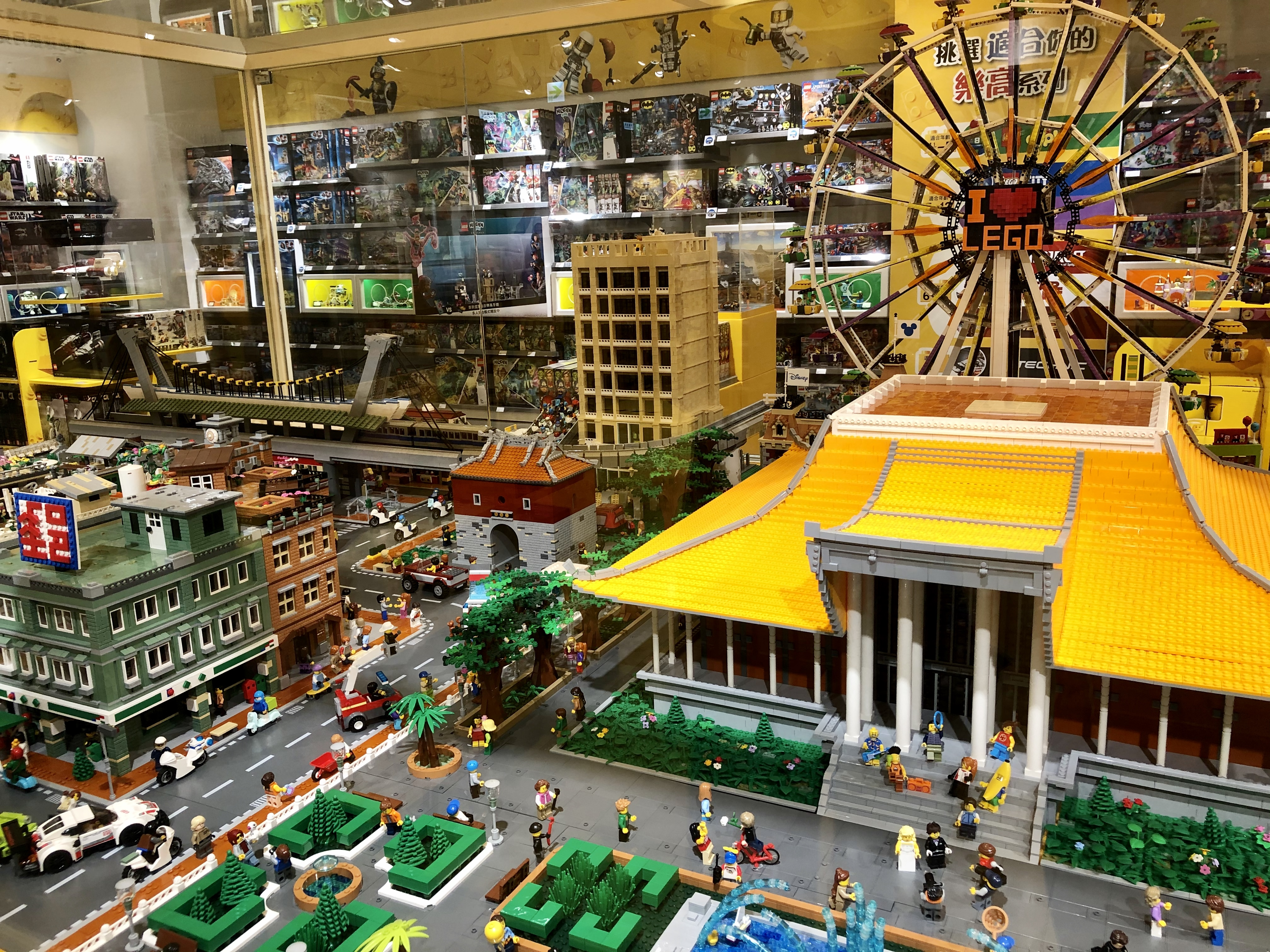
台北國父紀念館週邊建築
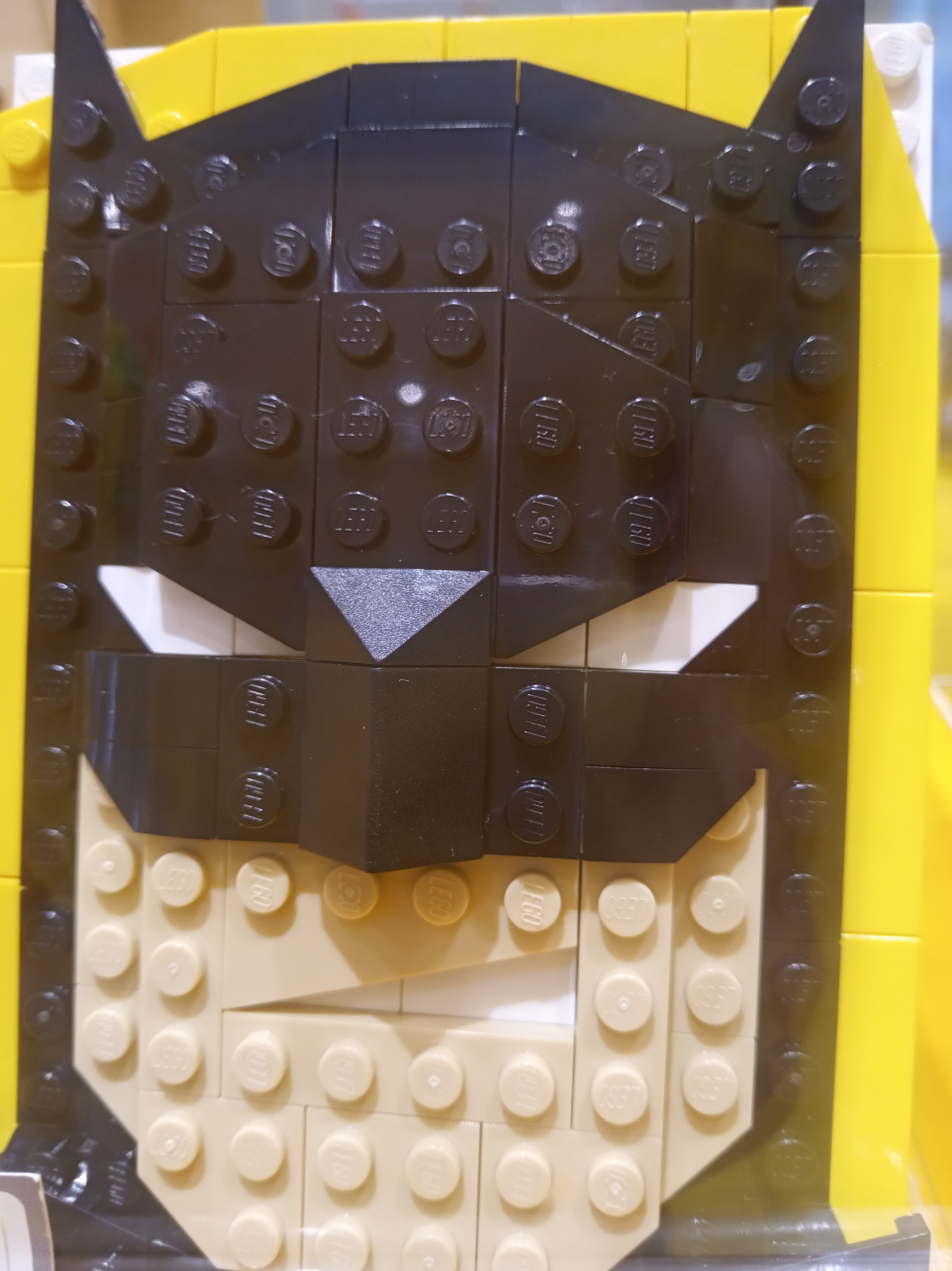
乐高积木拼出来的蝙蝠侠

## 樂高製成動畫
現在在各大影音平台上時常會有以樂高所製成動畫，這些動畫主要分為定格動畫（Stop-Motion）與3D動畫兩種，前者以拍攝實體照片後快速串接播放與電腦後製為主，後者則是全電腦製作。目前多數興趣者作品屬於前者，而官方電影、影集屬於後者
官方推出了許多的動畫影集。除了各式產品展示外，許多原創產品線皆有動畫影集，如：旋風忍者（LEGO Ninjago）、未來騎士（LEGO Nexo Nights）、神獸傳奇（LEGO Chima）等也有版權合作產品有其動畫如星際大戰系列（Star Wars）
值得一提的還有在2016年上映的樂高玩電影（The Lego Movie）與其後在2017年的樂高蝙蝠俠電影（The Lego Batman Movie）、樂高旋風忍者電影（The Lego Ninjago Movie）等電影作品
《樂高未來騎士團》是一系列丹麥製作的動作喜劇電視動畫，根據樂高的同名主題玩具製作。該系列於2015年12月13日在美國的卡通頻道首播。

## 相关问题

### 樂高大洩漏事件
1997年，德國貨船東京快運從荷蘭鹿特丹出發，準備一路航向紐約。然而2月13日，當貨船經過英國西南部，距離英國主陸最西端蘭茲角海域時，卻不幸遭到一陣巨浪襲擊，船上載著的62個貨櫃卻通通落入海中。其中一個貨櫃裡，裝了將近480萬個樂高零件，零件全數散落水中。外媒指出，這可能是目前已知與玩具相關的環境災難中，規模最大的事件之一。直到事件發生後27年間，在英國、愛爾蘭、法國、荷蘭等地的海岸上，都仍陸陸續續發現同一批樂高。

### 暴力元素激增
据英国《卫报》报道，乐高玩具的情节介绍越来越暴力，其中有约4成情节包含暴力内容，3成产品都有武器配件。报道称，各家玩具制造商因为陷入“军备竞赛”以便在数字时代吸引孩子的注意力。不过乐高公司回应，乐高不强调火力，且尽可能减低冲突程度。

## 對產品被抄襲剽窃提起訴訟
2017年9月，乐高控告一中国公司「博乐」（BELA）的積木產品侵害其著作權，汕头市中级人民法院判决乐高集团胜诉，这是乐高集团第一次在中国针对仿冒产品生产企业提起反不正当竞争诉讼并且获胜诉判决，判決指出有關企業的積木玩具與樂高系列玩具極為相似，構成不公平競爭行為，責令应立即停止复制乐高相关产品的包装和标识。判决于同年11月生效。

## 相關產品

### 动画
《乐高幻影忍者》（原名：LEGO Ninjago:Masters of Spinjitzu）是乐高公司制作的动画，首发于2011年12月2日，已经播出至第十六季。
故事围绕着虚构的忍者世界展开，讲述了六名忍者与邪恶势力不懈斗争的故事。

### 電影
《樂高玩電影》是一部根據樂高玩具改編的劇情長片，由華納兄弟於2014年2月發行。主演為克里斯·普瑞特，多位配角則由威爾·阿奈特、摩根·費里曼、連恩·尼遜、愛莉森·布里、威爾·法洛及尼克·奧佛曼等人配音。
《樂高蝙蝠俠電影》為《樂高玩電影》的衍生作品，由克里斯·麥凱執導，2017年2月9日在香港上映，2月10日在美国与台湾上映，3月3日在中国大陆上映。
《乐高大电影2》（英语：The Lego Movie 2: The Second Part）是一部于2019年上映的美国3D动画科幻喜剧电影，为2014年电影《乐高大电影》的续集，美国于2019年2月8日上映（含IMAX和3D版）。

### 电子游戏
乐高在1995年推出了第一款以乐高为主题的电子游戏《Lego Fun to Build》，截止至2017年已经有超过60款乐高主题的电子游戏。